# Эпонж

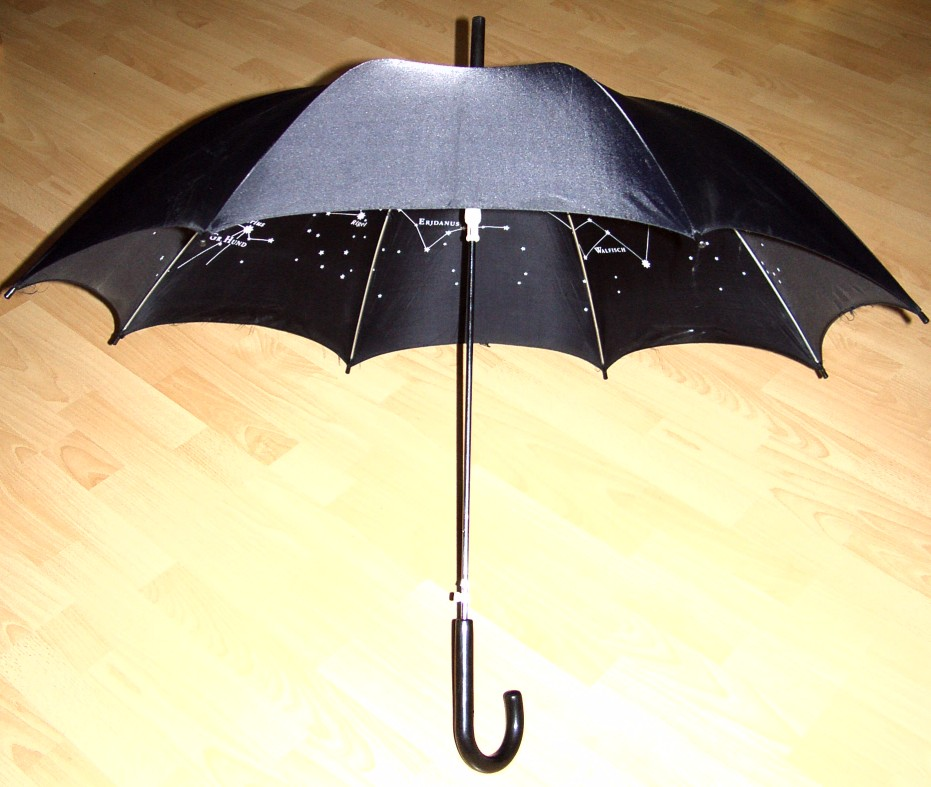
Водонепроницаемый зонт

Эпонж (Понжи, Pongee) — ткань. Название образовано от французского фр. eponge — губка.
Представляет собой хлопчатобумажную, шёлковую или полушёлковую ткань с шероховатой поверхностью, однотонные или с разноцветным рисунком в виде узорчатого меланжа, клеток, широких полос и т. д.
Эпонж является мягкой тканью полотняного переплетения с губчатой поверхностью, образуемой нитями, на поверхности которых имеются утолщения, петельки, узелки. Изготовляется из нитей полиэстера, к которой в зависимости от сорта ткани добавляют хлопчатобумажные, вискозные и другие виды нитей.
Благодаря своей текстуре ткань практически не впитывает влагу и быстро сохнет. Вырабатывают хлопчатобумажный, шёлковый и полушёлковый эпонж.
Применение: Эпонж используется при шитье женских и детских платьев. Из эпонжа также производят зонты, на куполе которых вода не задерживается и превращается в капельки и легко скатывается.
Зонт из такой ткани прослужит долго от 5-10 лет.